# Joseph Meyer (könyvkiadó)

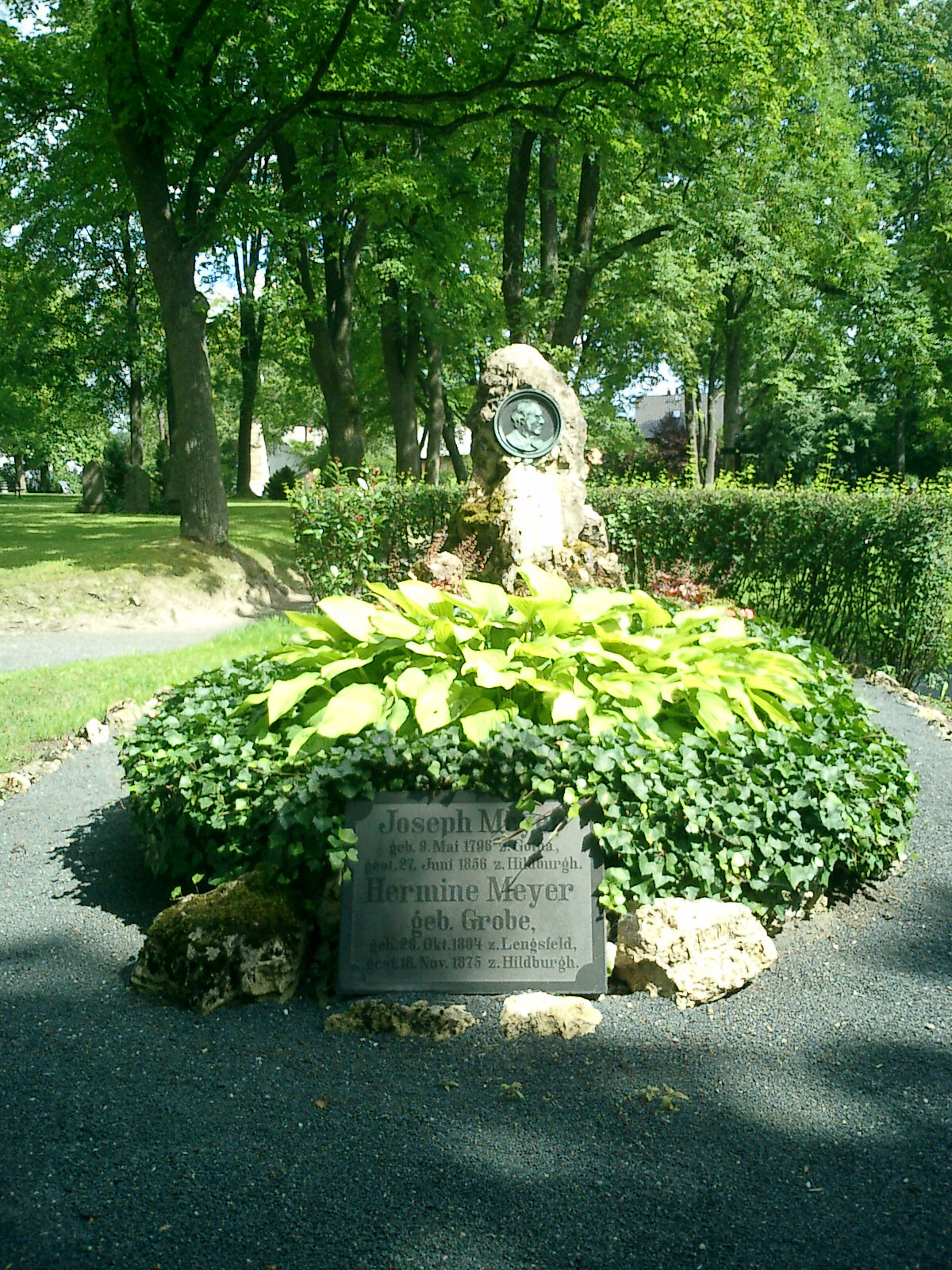
Meyer és nejének sírja Hildburghausenben

Joseph Meyer (Gotha, 1796. május 9. – Hildburghausen, 1856. június 27.) német iparos és könyvkiadó, a Bibliographisches Institut megalapítója, Herrmann Julius Meyer könyvkiadó apja, Hans Meyer utazó nagyapja.

## Élete
Kezdetben egy gyarmatáru-kereskedésben inaskodott, majd felszabadulván, előbb hazament és apja, Johann Nicolaus Meyer cipőüzletének kereskedelmi ágát kezelte, később pedig (1816) Londonba ment, de szerencsétlen spekulációi nemcsak a saját, hanem apja vagyonát is teljesen fölemésztették. Apja halála után Gothába tért vissza, ahol a Korrespondenzblatt für Kaufleute-t adta ki, mely csakhamar nagyon elterjedt és mintegy alapját vetette meg Meyer könyvkiadói működésének. 1825-ben a Meyer's British Chronicle szépirodalmi folyóiratot indította meg és üzletét a még akkor ismeretlen előfizetési és aláírási alapra fektetve, Bibliographisches Institut címen megnagyobbította. 1830-ban kiadta a Der volksfreund című politikai lapot is, melyet azonban szabadelvű iránya miatt csakhamar be kellett szüntetnie; ugyanekkor indította meg az Universum című tudományos gyűjteményt is, melynek az 1830-as években több mint 80 000 előfizetője volt s egy ideig 12 nyelven jelent meg (magyarul: Meyer Universuma, vagy leirása és ábrázolása minden látásra és emlékezetre méltó dolgoknak stb., Pest, 1835). Számos kiadványai mellett ekkor indította meg a Grosse Konversations-Lexikont is, melynek ötödik kiadása 1893-tól jelent meg. Meyer sokat foglalkozott Németország vasúthálózatának fejlesztésével is, de 1848-ban a forradalom számos vállalkozását meghiúsította; gazdag kőszén-, vas-, ezüst-, réz- stb. bányatelepeket fedezett föl a türingiai erdőben. Nagy kiterjedésű kiadóüzletét fia, Herrmann Julius Meyer 1874-ben Lipcsébe helyezte át.